# لميس العلمي
لميس العلمي شخصية مقدسية معروفة شغلت مناصب عدة في مجال التربية والتعليم وحقوق المواطن أهمها مديرة كلية الطيرة في رام الله ومديرة قطاع التربية التعليم في وكالة غوث وتشغيل اللاجئين الفلسطينيين. أُوكلت لها حقيبة التربية والتعليم العالي الفلسطيني في حكومة فياض التي لم تنل ثقة المجلس التشريعي ولا تحظى بشرعية قانونية منذ عام 2007 حيث شغلت هذا المنصب حتى شهر 6-2013 حيث شكلت حكومة جديدة وتم تعيين علي أبو زهري وزيراً للتربية والتعليم العالي.

## حياتها
في 20 أبريل 2024، أُعلن عن إعادة تعيينها عضوًا في مجلس إدارة لجنة الانتخابات المركزية الفلسطينية لفترة جديدة ابتداءً من 1 أبريل 2024.